# José Luis Rivera
Pour les articles homonymes, voir Rivera.
José Luis Rivera Michea, né le 4 juillet 1980, est un coureur cycliste argentin.

## Palmarès
- 2006
  - 1re étape du Tour de San Rafael
- 2007
  - Tour de San Rafael :
    - Classement général
    - 1re étape
- 2010
  - 1re et 4e étapes du Tour de San Rafael
  - 2e et 8e étapes du Tour de Mendoza
- 2011
  - 6e étape de la Vuelta de Lavalle
  - 2e étape de la Doble San Francisco-Miramar
- 2013
  - 1re étape du Tour de Mendoza
  - 5e étape du Tour de San Rafael
- 2015
  - 1re étape du Tour de San Juan[1]
  - Vuelta General Alvear[2]
  - 500 Millas del Norte :
    - Classement général
    - 2e étape
- 2016
  -  Médaillé du critérium aux Southern Games
  - 1re étape de la Doble Media Agua

## Classements mondiaux
| Année            | 2013 |
| ---------------- | ---- |
| UCI America Tour | 227e |